# Ospedale del Valdarno
L'ospedale del Valdarno "Santa Maria alla Gruccia" si trova a Montevarchi. 
Costituisce un monoblocco ospedaliero gestito dal Servizio sanitario della Toscana (ex AUSL 8 di Arezzo, ora Azienda Usl Toscana Sud-Est) nato dall'unificazione dell'ospedale della Misericordia di Montevarchi e l'ospedale Alberti di San Giovanni Valdarno.
All'interno della struttura è presente una pista per l'elisoccorso, direttamente collegata con i locali della terapia intensiva e rianimazione. 
È presente una postazione del 118 Arezzo soccorso dotata di un'automedica che copre l'area del Valdarno aretino.
Nel 2019 è stato riclassificato da secondo a primo livello (bacino di utenza 150.000-300.000 abitanti) secondo decreto ministeriale 70/2015.

## Struttura
L'edificio, che occupa 11 ettari di terreno, si sviluppa in modo orizzontale su un fronte lineare, orientato verso la strada statale 69 di Val d'Arno, della lunghezza di 300 metri e si articola su quattro piani, chiamati "livelli".
Nel primo livello ci sono l'accettazione, la reception, il CUP, il bar-tavola calda e le cucine, gli uffici amministrativi e i servizi della Unità operativa della prevenzione, le centrali tecnologiche e i magazzini.
La viabilità del primo livello è completamente autonoma da quella dell'ospedale. L'ingresso riservato al pubblico è su due diverse porte, situate nella parte centrale dell'edificio.
Al secondo livello ci sono i poliambulatori, l'emodialisi (con parcheggio riservato ai pazienti), il servizio mortuario (con salette e cappella), il pronto soccorso, il servizio 118, la mensa ed il centro oncologico.
Al terzo livello ci sono le degenze mediche di psichiatria, medicina generale, cardiologia con l'UTIC. Ci sono inoltre le strutture per la donazione del sangue, i laboratori di analisi e la riabilitazione, che si estende anche al livello superiore.
Nell'ultimo livello sono ospitate le degenze di chirurgia generale, oculistica, odontoiatria, urologia, ortopedia, ostetricia-ginecologia e pediatria. A questo livello si trovano le sale operatorie, che sono centrali rispetto ai relativi reparti.

## I servizi e le unità operative
- Analisi chimico cliniche
- Anestesia e rianimazione
- Assistenza infermieristica di presidio
- Breast Unit
- Cardiologia
- Chirurgia generale
- Diagnostica di laboratorio
- Diagnostica per immagini
- Ecografia diagnostica
- Gastroenterologia ed endoscopia digestiva
- Medicina e chirurgia d'accettazione e d'urgenza, Pronto soccorso
- Medicina interna
- Medicina trasfusionale
- Nefrologia e dialisi
- Neurologia
- Oculistica
- Oncologia
- Ortopedia e traumatologia
- Ostetricia - ginecologia
- Otorinolaringoiatria
- Blocco operatorio
- Pediatria
- Proctologia
- Radiodiagnostica